# Daozhen
Der Autonome Kreis Daozhen der Gelao und Miao (chinesisch 道真仡佬族苗族自治县, Pinyin Dàozhēn Gēlǎozú Miáozú zìzhìxiàn) ist ein automer Kreis der Gelao und Miao (Hmong) in der bezirksfreien Stadt Zunyi in der chinesischen Provinz Guizhou. Er hat eine Fläche von 2.156 km² und zählt 248.000 Einwohner (Stand: Ende 2018). Sein Hauptort ist die Großgemeinde Yuxi (玉溪镇).

## Administrative Gliederung
Auf Gemeindeebene setzt sich der Kreis aus zehn Großgemeinden und vier Gemeinden (davon eine Nationalitätengemeinde) zusammen. Diese sind:
- Großgemeinde Yuxi (玉溪镇)
- Großgemeinde Sanjiang (三江镇)
- Großgemeinde Sanqiao (三桥镇)
- Großgemeinde Dalian (大磏镇)
- Großgemeinde Jiucheng (旧城镇)
- Großgemeinde Pingmo (平模镇)
- Großgemeinde Yangxi (阳溪镇)
- Großgemeinde Zhongxin (忠信镇)
- Großgemeinde Luolong (洛龙镇)
- Großgemeinde Longxing (隆兴镇)

- Gemeinde Taoyuan (桃源乡)
- Gemeinde Hekou (河口乡)
- Gemeinde Zongping (棕坪乡)
- Gemeinde Shangba der Tujia (上坝土家族乡)